# سیلوستر کالیسکی

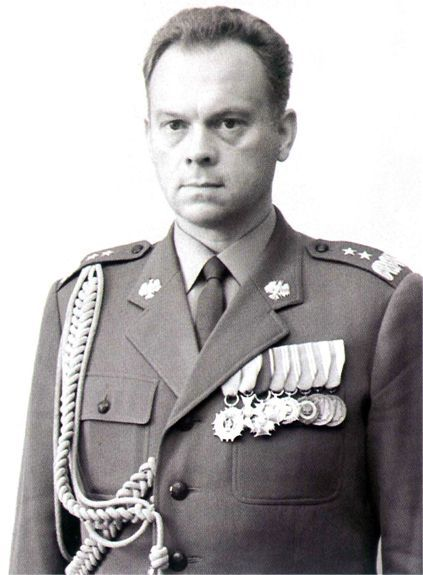
سیلوستر کالیسکی - ۱۹۷۳

سیلوستر کالیسکی ، (زاده ۱۹ دسامبر ۱۹۲۵ – درگذشته ۱۶ سپتامبر ۱۹۷۸) یک مهندس، استاد و ژنرال لهستانی بود. او عضو آکادمی علوم لهستان (PAN) بود.
کالیسکی در ترونی متولد شد و متخصص در زمینه فیزیک کاربردی بود. او تئوری تقویت پیوسته فراصوت‌ها و فراصوت‌ها را در کریستال‌های نیمه رسانا توسعه داد و دمای پلاسمایی ده‌ها میلیون کلوین را با استفاده از لیزر به دست آورد. او در ورشو در یک تصادف رانندگی درگذشت. شایعه ای وجود دارد که وی توسط کاگ‌ب شوروی کشته شده‌است، زیرا او رهبری برنامه مخفیانه لهستان برای توسعه دستگاه هسته ای در نظر گرفته شده برای استفاده نظامی را بر عهده داشت که به دستور بالاترین سطح حزب کمونیست لهستان در مخالفت با تسلط شوروی بر لهستان و لهستان آغاز شد. سایر کشورهای اروپای میانه و شرقی